# Ray Eames
Pour les articles homonymes, voir Eames.
Ray Eames, est une Américaine qui a marqué l’histoire de l’architecture et du design. Reconnue pour ses nombreux travaux exploitant les textiles, la matière, les couleurs, les photos et les films, elle est devenue une femme pionnière de l’architecture américaine. Elle est née le 15 décembre 1912 à Sacramento sous le nom de Bernice Alexandra Kaiser, mais se fait appeler Ray. C’est grâce à son entourage, son parcours scolaire, ses nombreuses publications et travaux et la rencontre de son époux Charles Eames, que Ray Eames est maintenant reconnue comme une femme très importante dans le monde de l'art et du design.   

## Biographie

### Famille
La mère de Ray Kaiser, Edna Burr Kaiser est une femme au foyer jusqu’à son décès en 1940. Son père, Alexander Kaiser, travaillait comme joaillier et comme directeur de l'Empress Theater jusqu’en 1920, lorsqu’il devient vendeur d’assurance. Le décès de sa sœur ainée, qui a eu lieu quelques mois après la naissance de Ray Kaiser, a rendu l’environnement familial plus protecteur. Ray et Maurice Kaiser ont grandi dans un univers épiscopalien. Pendant une grande partie de son enfance, la famille vit dans un appartement à Sacramento puis dans un bungalow à l'extérieur de la ville.

### Parcours et études
Ray Eames a toujours été passionnée par le dessin et la peinture, elle s’y consacre avant même d’amorcer ses études. Elle commence son parcours scolaire à Sacramento Charter High School où elle développe un intérêt pour l’art, le design, le cinéma et la danse. Elle faisait partie de l’Association d’art de son école et ses talents en décoration ressortaient déjà dans ses arrangements pour la Annual Football Dance. Après sa graduation en 1931, elle étudie pendant un trimestre au Sacramento Junior College, pour ensuite déménager à New York avec sa mère afin de se rapprocher de son frère Maurice. Ray poursuit ses études et gradue en 1933, au May Friend Bennet School de Millbrook. À ce moment-là, elle veut continuer dans le domaine de l’art moderne. Puis, en étudiant au Art Students League, elle apprend l‘importance de la structure et le sens des couleurs avec son mentor et professeur Hans Hofmann, un peintre allemand. Elle le suit peu après dans ses propres écoles, comme la Hans Hofmann School of Fine Arts à Manhattan et son école d’été à Cape Cod, au Massachusetts. Les propositions expressionnistes abstraites de Hofmann, guident et inspirent Ray dans sa carrière.
Au cours des années 1930, l'art abstrait est mal perçu et ne reçoit que peu de soutien de la part des galeries d'art et des musées. En 1936, Ray Kaiser est membre fondatrice de l'American Abstract Artists (AAA), un groupe créé en 1936 pour servir de forum de discussion et de débat sur l'art abstrait et offrir des possibilités d'exposition. En 1937, l'AAA publie un « prospectus général ». Il souligne l'objectif de l'organisation et l'importance des expositions pour promouvoir la croissance et l'acceptation de l'art abstrait aux États-Unis. Ray Kaiser expose des peintures lors de la première exposition de l'AAA en 1937 au Riverside Museum à Manhattan. Ray Kaiser est alors une figure clef de la scène artistique new-yorkaise de l'époque. Elle est amie avec Lee Krasner, une artiste qui deviendra l'une des figures importantes de l'expressionnisme abstrait. Il ne reste que peu de traces de l'art de Ray Kaiser datant de cette période.

## La rencontre de Charles Eames
Avant leur rencontre, Charles Eames étudie l’architecture à l’Université de Washington. inspiré de Frank Lloyd Wright, Charles à une grande vision moderniste et c’est pourquoi, il se fait renvoyer de l’Université. En 1930, il ouvre sa propre agence pour but de défendre son idée. En septembre 1940, Ray commence ses études à l'Académie des Arts de Cranbrook à Bloomfield Hills, Michigan où elle croise le chemin de Charles Eames lors d’un concours dirigé par le Musée de l’Art Moderne de New York. À ce moment, il est professeur en design d’intérieur et marié à Catherine Woermann. L’intérêt mutuel de Charles et Ray Eames les ont menés à une liaison inséparable. Aux fil des années, même s’ils étaient l’un des couples les plus en vue de l’époque, ils étaient malgré tout des personnes très discrètes. Plusieurs informations ou événements de leur vie personnelle ou de couple sont encore méconnues. Leur mariage a eu lieu en 1941. Le jeune couple s'installe à Los Angeles, Californie. Ils se rendent compte qu’il sera bénéfique pour leur carrière de s’éloigner de Cranbrook et de se consacrer à leur travail d’architecture moderne ainsi qu’à leur création de courts métrages.

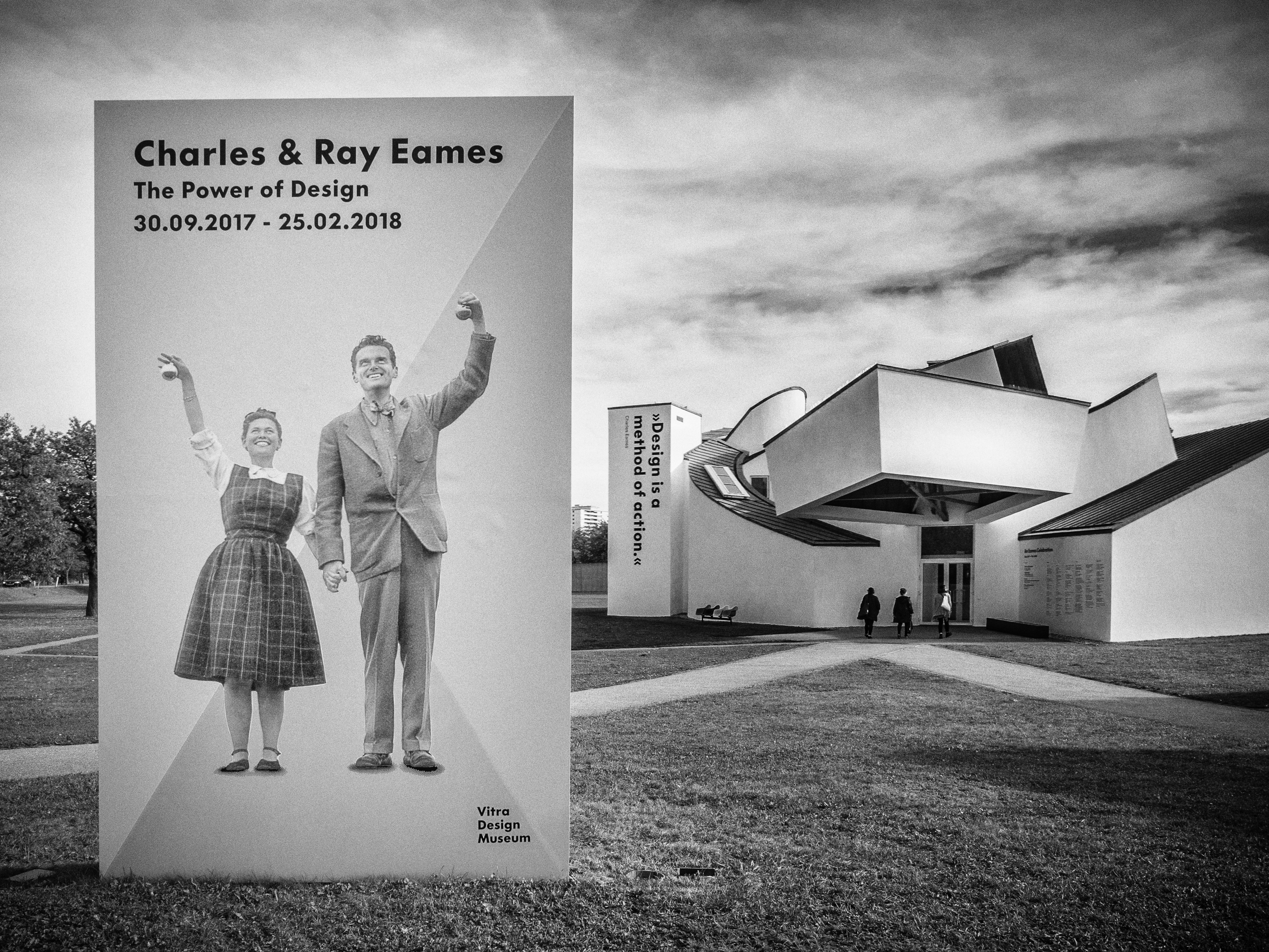
Affiche de l'exposition "Charles & Ray Eames. The Power of Design" au Vitra Design Museum (30/09/2017-25/02/2018). Sur l'affiche on voit Charles et Ray Eames qui se tiennent la main.

Charles et Ray Eames mèneront une carrière de designers qui sera parmi les plus importantes du XXe siècle. Prends ton plaisir au sérieux , est un exemple de phrase qui spécifie l’idéologie des Eames.  C’est leur passion commune, qu’ils partagent à travers le travail et leur couple. Avec leur sens unique du design, l’originalité, l’authenticité et l’union, ils ont su faire leur trace dans l’histoire. Considérés comme « hors norme », ils ont apporté une différente façon de voir le design avec la photographie et la vidéographie. Ils étaient très intrigués par ces médiums et cela leur a permis de se faire connaître rapidement. Plusieurs photos dites « iconiques » soulignent leur passage dans le monde du design.  
Le couple débordant de créativité, pouvait prendre des années à compléter un produit final. Parmi leurs esquisses, croquis, plans et autres, Ray se servait de ses habiletés en peinture. Les Eames avaient pour but de créer des choses uniques, non seulement en utilisant leurs multiples façons de s’exprimer, mais tout en pensant et s’informant minutieusement aux besoins qui étaient en jeu. Comme le disait le couple, « Les détails ne sont pas des détails. Ils font le produit ».
Même si la force créatrice du couple est reconnue, Ray Eames est souvent omise dans leur œuvre commune. Charles Eames est en fait le référant ou bien l’icône du design des années 1950-1960. Le Eames Office, étant l’un des studios le plus importants de Californie à cette époque, est beaucoup trop grand pour être constitué d’une seule personne. Une grande équipe est derrière ses nombreux travaux, dont Ray Eames. Pourtant, les gens oublient ses implications, passant sous le charme et le charisme de Charles, le visage de l’entreprise. Malgré la difficulté d’être assimilée à son mari durant toutes ces années, Ray Eames est maintenant soulignée dans les œuvres communes. Leurs deux signatures sont maintenant liées à leur projet

## Publications et travaux
Leurs créations, autant au niveau du mobilier que des bâtiments, s’inscrivent dans une logique moderniste post-industrielle, notamment par l’utilisation de matériaux standardisés et la conception de leurs produits à l’aide de technologies industrielles. Le couple souhaitait avant tout que leurs meubles soient accessibles à tous. Ray possédait un sens des couleurs très aiguisé et c'est dans un esprit ludique que le couple conçu leurs œuvres.

### Eames House

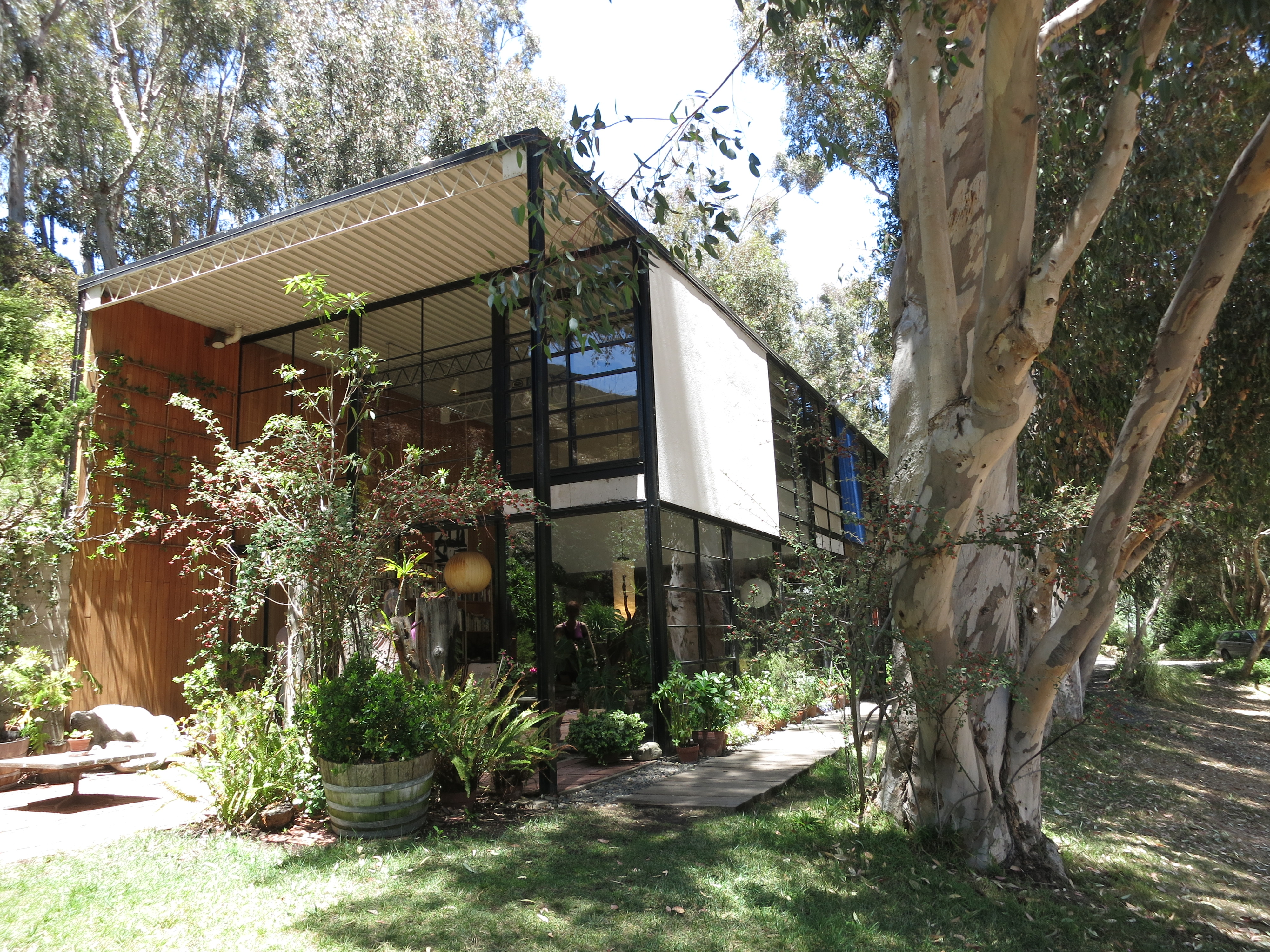
La Eames House

C’est dans le cadre de la Case Study House program, propulsé par le magazine Arts & Architecture, qu'a été conçue la Eames House, aussi Case Study no 8. Le projet est annoncé dans le magazine en 1945.La maison a été pensée par les Eames en prenant compte de l’environnement extérieur, un paysage typiquement californien.
Aujourd'hui, il est possible grâce à la Eames Foundation de visiter la maison qu'ont conçue les Eames.  

### Eames Furnitures
Charles et Ray Eames commencent à s’intéresser au contreplaqué moulé dans le début des années 1940 comme matériau pouvant servir à la conception de mobilier. Les Eames ont pris une pause en 1942, en plein effort de guerre, afin de se consacrer à la confection de biens pouvant être utilisés par les blessés de guerre, tels que des attelles et civières. Ils ont fondé cette même année une compagnie, Plyformed Wood Company, et avec laquelle ils ont pu expérimenter ce matériau dans leurs créations à l’aide d’une production industrielle. Dans la décennie de 1940, le couple a participé à plusieurs concours du MoMa qui les pousseront dans la conception de leur mobilier. Parmi leurs créations en contreplaqué moulé, on retrouve aussi un certain nombre de meubles et jouets pour enfants. C'est dans cet esprit ludique que s'insère cette collection, dans leur volonté d'allier éthique et travail. Ils conçoivent le Picture Deck dans cette optique, en 1952.

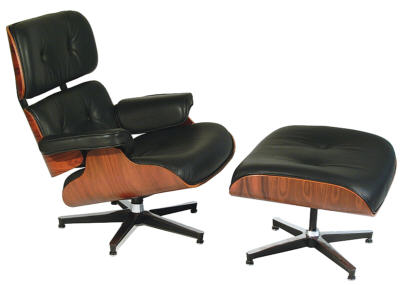
Un fauteuil dessiné par le couple Eames en 1955

Après la guerre, le couple a commencé à s'intéresser au panneau de fibre de verre et à l'aluminium. Dans le cadre d'un concours du MoMa "International Competition for Low-Cost Furniture Design" en 1948, ils ont conçu des sièges en plastique montés sur une armature en aluminium, qu'Herman Miller a commandé en deux mille exemplaires. C'est à l'issue de ce projet qu'ils atteignent enfin leur objectif de concevoir du mobilier accessible.
Encore aujourd'hui, on continue de créer ces pièces reconnues et prisées, qu'on peut retrouver dans certaines boutiques telles que Herman Miller.
Une des pièces les plus connues de leur travail est la Eames Lounge Chair, interprétation américaine moderne du fauteuil club.

### Œuvres et expositions
Le processus artistique de Ray a certainement été teinté par sa formation à New-York. Elle reçoit une distinction en 1947, alors que Ray Eames participe au concours du MoMa sur les tissus imprimés, lors duquel elle reçoit une mention honorable. Un journaliste d'architecture, Joseph Giovanni, dit un jour de son travail que : "Tout ce que touchait Ray devenait beau".
De 1942 à 1947, elle crée un design graphique sur la couverture du magazine Arts & Architecture, un éditorial du journaliste et architecte moderniste américain, John Entenza. Ce design était le premier d’une série de 28 couvertures, inspirées par les peintres Arp, Miro, Picasso, Gabo et Calder,. Un an plus tard, elle entame son travail avec Herman Miller pour la création de publicité et de design graphique.  
Le couple s'intéresse aussi à la réalisation comme outil didactique ou source d'interrogation. Ils réalisent aussi Banana Leaf, en 1972, poussés par leur grand intérêt pour la culture indienne. Leur court-métrage servira en fait à raconter la relativité des valeurs, en observant le système de castes.
Leur film le plus célèbre, Powers of Ten, réalisé en 1977, emmène le spectateur vers la limite des connaissances scientifiques de l'époque. Cette œuvre sera reconnue comme un chef-d'œuvre et sera longuement enseignée et exposée.

## Après la mort de Charles Eames
Moins d’un an après le décès par infarctus de Charles Eames en 1978, Ray Eames prend la direction du Eames Office. Elle n’effectue plus de design pour des clients, mais s’engage dans la sauvegarde du fonds d'archives de l'agence avec la Bibliothèque du Congrès de Washington. Elle archive environ 850 000 images, de nombreuses collections, ainsi que plusieurs prototypes sur leur travail ensemble. Elle écrit aussi le premier livre du Eames office avec l’aide de John et Marilyn Neuhart, Eames Design: The Work of the Office of Charles and Ray Eames
. Ray Eames décède à Los Angeles le 21 août 1988, dix ans jour pour jour après Charles. Elle est inhumée aux côtés de son mari dans le cimetière du Calvaire à Saint-Louis.